# Minerální barvy
Pojem minerální barvy popisuje nátěrové hmoty s minerálními pojivy. V oblasti barev se rozlišuje mezi dvěma relevantními minerálními pojivy: vápno a silikát.
Zatímco vápenná pojiva působením oxidu uhličitého a vody karbonizují (tvoření karbonátu), silikátová pojiva (zpravidla křemičitan draselný popř. draselné vodní sklo) působením CO2 tuhnou a při styku s minerálními reakčními partnery tvoří hydráty křemičitanu vápenatého.
Vápenné nátěry (s výjimkou techniky Fresko) jsou při působení povětrnostních vlivů málo odolné. Když se dnes mluví o minerálních barvách, jsou tím zpravidla míněny silikátové barvy. Zde se jedná o nátěrové hmoty, které jako pojivo používají draselné vodní sklo. Nazývají se také barvy na bázi vodního skla nebo barvy Keim (podle vynálezce).
Zvláštní složení silikátových barev jim propůjčuje zvláštní vlastnosti. Minerálně-silikátové nátěry jsou považovány za velmi trvanlivé a odolné vůči působení povětrnostních vlivů. Jejich životnost může trvat mnohem déle než sto let. Příkladem tohoto je radnice v Schwyzu ve Švýcarsku opatřená minerálním nátěrem v 19. stoletím.

## Historie
Alchymisté při hledání "kamene mudrců" (výroba zlata) objevili v pecích sklovitě se lesknoucí perly. Písek smíchaný s potašem se působením horka roztavil na perly vodního skla. Byly vyrobeny první malé kulaté tabulky vodního skla a používaly se jako první okna. První průmyslovou výrobu vodního skla uskutečnil v 19. století Van Baerle v Gernsheim a Johann Gottfried Dingler v Augsburgu.
První pokusy vyrobit barvy pomocí vodního skla prováděl Johann Nepomuk von Fuchs.
Kolem roku 1850 pomalovali malíři Kaulbach a Schlotthauer fasádu Mnichovské Pinakotéky .
Z důvodu použití neprokřemenělých pigmentů (zemitých pigmentů) se malby z vodního skla opět vymyly.
Minerální barvy  byly patentovány v roce 1878 řemeslníkem a badatelem Adolfem Wilhelmem Keimem a do dnešního dne jsou vyráběny v nástupnickém podniku Keimfarben v Diedorfu u Augsburgu.
Rovněž V. van Baerle, na kterého byl Keim odkázán jako na dodavatele vodního skla, se pokoušel sám vyrábět silikátové barvy. Jeho experimenty trvaly roky, než se zdokonalily, a také on docílil nakonec dobrých výsledků. Závod Silinwerk van Baerle v Gernsheim nad Rýnem a firma Keimfarben v Diedorfu u Augsburgu byly známými výrobními firmami.
Iniciátorem intenzivní výzkumné práce Adolfa Wilhelma Keime byl král Ludvík I. Bavorský. Monarcha mající smysl pro umění byl z barevných vápenných fresek Severní Itálie natolik nadšený, že chtěl tato umělecká díla zažít také ve své královské říši v Bavorsku. Avšak počasí severně od Alp, známé jako podstatně drsnější, zničilo umělecké malby za krátkou dobou. A tak monarcha pověřil bavorské vědce, aby vyvinuli barvu, která vypadá jako vápno, ale která má delší trvanlivost.
Ještě dnes existují originální nátěry z 19. století. Fasády ve Švýcarsku, například hostinec "Bílý orel" ve Steinu nad Rýnem nebo radnice ve Schwyzu (1891), v Oslu (1895) nebo v Traunsteinu (1891) jsou působivým důkazem.

## Vlastnosti
Minerální barvy obsahují kromě anorganických barviv jako hlavní složku křemičitan alkalického kovu obsahující draslík (vodní sklo), draselné vodní sklo, nazývané také tekutý křemičitan draselný, nebo LIQVOR SILICIVM. Nátěr minerálními barvami nevytváří jako ostatní nátěry vrstvu, nýbrž se neoddělitelně spojí s podkladem (prokřemenění).
Výsledkem je zcela odolné spojení mezi nátěrem a nosičem nátěru. Přitom je pojivo v podobě vodního skla maximálně odolné vůči vlivům UV. Zatímco organická pojiva, jako jsou akrylátové disperze nebo disperze silikonové pryskyřice, pod vlivem UV v průběhu let zkřehnou a dochází u nich k projevům křídování, vzniku trhlin a následně k poškození nátěru, anorganické pojivo v podobě vodního skla zůstává stabilní. Chemické spojení s podkladem a stabilita pojiva vůči UV jsou podstatnými důvody pro mimořádně vysokou životnost silikátových barev.
Silikátové barvy vyžadují ke ztuhnutí podklad obsahující křemík. Proto se hodí pro minerální poklady, jako jsou minerální omítky a beton. Na dřevě a na kovu jsou nepoužitelné, nebo jen omezeně použitelné. Propustnost pro vodní páry (difuzní otevřenost) u silikátových barev odpovídá příslušné propustnosti podkladu malby. To znamená, že silikátové barvy prakticky neomezují difuzi vodních par. Vlhkost obsažená ve stavebním objektu popř. v omítce může bez omezení dále difundovat ven. Díky tomu jsou zdi udržovány suché a zabraňuje se poškození staveb. Přitom se tak zabraňuje vzniku kondenzační vlhkosti na povrchu stavebních hmot. Toto snižuje riziko napadení řasami a houbami. Vysoká zásaditost pojiva v podobě vodního skla zajišťuje dodatečnou bezpečnost před napadením mikroorganizmy a umožňuje úplně upuštění od použití konzervačních prostředků.
K znečištění dochází méně snadno, protože se minerálně natřené plochy na rozdíl od ploch s disperzními nátěry nebo s nátěry vázanými na silikonovou pryskyřici staticky nenabíjí a v horku se nestávají lepkavými (žádná termoplasticita). Proto na nich ulpívá méně částeček nečistot a přitom se snadněji omývají.[3] Silikátové barvy nejsou hořlavé a neobsahují žádné organické složky ani žádná organická rozpouštědla (DIN 18363 Malířské a lakýrnické práce – povrchové úpravy 2.4.1).
Silikátové barvy mají enormní stabilitu barevných odstínů. Díky tomu, že jsou tónovány výhradně pomocí minerálních pigmentů, a díky tomu, že se barevný odstín těchto pigmentů působením UV světla nemění, zůstává barevný odstín silikátových nátěrů konstantní i po desetiletí.
Silikátové barvy jsou založeny na minerálních surovinách. Jejich výroba a účinky jsou velmi ekologické. Jejich dlouhá životnost šetří zdroje a jejich složení bez obsahu škodlivých látek chrání životní prostředí a zdraví. Proto jsou silikátové barvy v dnešní době oblíbené především v oblasti trvalých staveb.

## Typy
V dnešní době se zásadně rozlišuje mezi třemi typy silikátových barev: Čistá silikátová barva se skládá ze dvou složek, ze suchého práškového barviva nebo barviva smíchaného s vodou do konzistence těsta a z tekutého pojiva v podobě vodního skla. (DIN 18363 Malířské a lakýrnické práce – povrchové úpravy 2.4.1) Zpracování vyžaduje mnoho zkušeností a know-how. Bylo především rozšířené v historické oblasti.
V polovině 20. století byla vyvinuta první jednosložková silikátová barva. Přidáním až 5 hmotnostních procent organických aditiv (např. disperze akrylátu, hydrofobizační prostředek, zahušťovač a jiné) lze barvu nabízet připravenou k použití v kbelíku. Zde se mluví o tzv. „disperzních silikátových barvách“ (DIN 18363 Malířské a lakýrnické práce – povrchové úpravy 2.4.1). Oblast použití tohoto typu silikátových barev je v porovnání s čistou silikátovou barvou zřetelně širší, protože vrstvu lze nanést i na podklady s nízkou pevností a/nebo s organickými podíly. Zpracování je přitom jednodušší než u čisté silikátové barvy.
Od roku 2002 existuje třetí kategorie silikátové barvy, tzv. koloidní silikátová barva. Jako pojivo obsahuje kombinaci z koloidního křemíku a vodního skla. Organický podíl je tak jako u disperzní silikátové barvy omezen na 5 hmotnostních procent, aby bylo docíleno chemického tuhnutí a sil typických pro silikáty. Koloidní silikátová barva umožňuje rovněž použití na neminerálních omítkách.[4] Zde dochází k vazbě chemickou a fyzikální cestou. Díky koloidní silikátové barvě došlo k revoluci v rozsahu použití silikátových barev. Tyto barvy lze zpracovávat jednoduše a bezpečně téměř na všech běžných podkladech.